# Skandium
Skandium är ett grundämne tillhörande jordartsmetallerna, speciellt de sällsynta jordartsmetallerna.

## Egenskaper
Skandium är en mjuk, lätt, silverglänsande metall som oxiderar långsamt i luft. Den påminner i sina egenskaper om lantanoiderna. Metallen och dess föreningar är inte giftiga och lagras inte i kroppen.
Skandium är pyrofor och reagerar lätt med utspädda mineralsyror och vatten.

## Förekomst
Ämnet förekommer i över 800 olika mineral men vanligtvis i låg halt. I mineralet thortveitit (Sc,Y)2Si2O7 är skandium en huvudbeståndsdel. Skandium upptäcktes i de sällsynta mineralen euxenit och gadolinit från Skandinavien och klassas som en sällsynt jordartsmetall. Förekomsten i jordskorpan är allmänt mellan 18 och 25 ppm.

## Framställning
Skandium erhålls som biprodukt vid utvinning av uran och volfram. Man erhåller metallen genom att reducera skandiumfluorid med metalliskt kalcium.

## Historik
Existensen av skandium förutsågs av Dmitrij Mendelejev, som kallade den sannolika substansen för ekabor. Den tyske metallurgen C. J. A. Theodor Scheerer, som bl.a. arbetade i Norge, identifierade 1840 ett nytt mineral från Norge med nya komponenter och som han kallade euxenit. Utgående från euxenit och gadolinit från Ytterby gruva lyckades Lars Fredrik Nilson (professor i kemi i Uppsala) år 1879 isolera ett nytt grundämne, vars egenskaper stämde överens med dem som Mendelejev förutsagt för ekabor. Även Per Teodor Cleve hade i sina undersökningar kring sällsynta jordartsmetaller noterat samma substans. Mineralen euxenit och gadolinit hade dittills bara hittats i Skandinavien och Lars Fredrik Nilson gav därför det nya grundämnet namnet skandium. Metallen renframställdes först 1937.